# 贝里克
贝里克（法語：Berric，法語發音：[beʁik]）是法国莫尔比昂省的一个市镇，位于该省东南部，属于瓦讷区。

## 地理
贝里克（47°37'55"N, 2°31'32"W）面积21.45 平方千米，位于法国布列塔尼大區莫尔比昂省，该省份为法国西北部沿海省份，位于布列塔尼半岛南部，北起阿摩尔滨海省、西接菲尼斯泰尔省，南濒大西洋，东南接大西洋卢瓦尔省，东临伊勒-维莱讷省。
与贝里克接壤的市镇（或旧市镇、城区）包括：叙尔尼亚克、凯斯唐贝尔、努瓦亚勒-米济亚克、洛扎克。

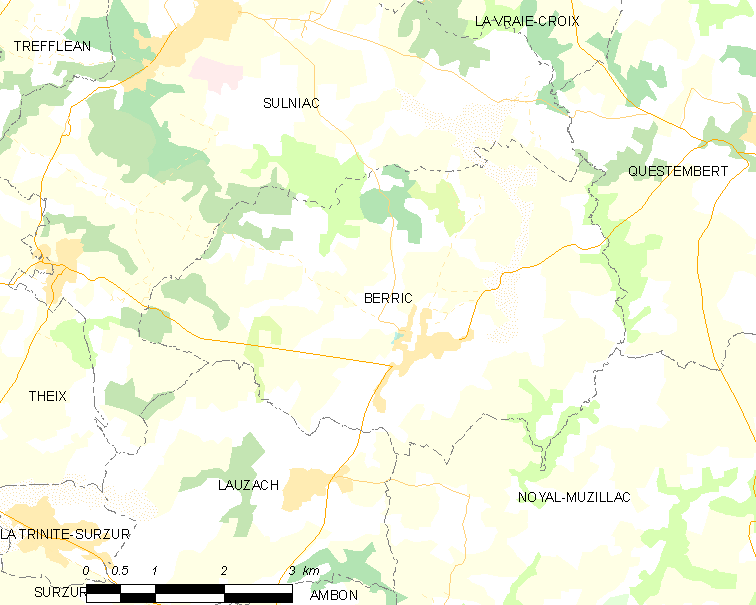
贝里克的OSM定位图

贝里克的时区为UTC+01:00、UTC+02:00（夏令时）。

## 行政
贝里克的邮政编码为56230，INSEE市镇编码为56015。

## 政治
贝里克所属的省级选区为凯斯唐贝尔县。

## 人口

1962-2008年间贝里克人口变化图示

贝里克于2022年1月1日时的人口数量为2119人。